# Siamotyrannus isanensis
Siamotyrannus (Siamotyrannus isanensis, "tirà siamès") és un gènere representat per una única espècie de dinosaure teròpode carnosaure, que va viure en el Cretaci inferior (fa aproximadament 124 milions d'anys, en el Barremià), en el que avui és Àsia. Els fòssils del Siamotyrannus consisteixen en una pelvis i vèrtebres que es van trobar a Tailàndia, en la Formació Sao Khua. Al principi es va pensar que era un tiranosauroïdeu, amb una grandària de 6,5 metres de llarg, s'ha suggerit que podria ser un al·losàurid o un sinraptòrid.

## Descripció
Siamotyrannus és el tiranosàurid més antic que es coneix fins ara. Tènia una poderosa mandíbula com tots els de la seva família i braços molt curts incapaços de subjectar una presa, i per això es creu que era més carronyer que caçador. Malgrat la discapacitat dels seus braços es van trobar diversos fòssils de petits sauròpodes i hadrosàurids amb marques de dents de Siamotyrannus i a causa que aquests animals són molt difícils d'abatre i que van morir en una edat plena molt pocs animals serien capessis de caçar-los fora del Siamotyrannus, el que en part invalida la teoria que el Siamotyrannus era un carronyer.